# 漫才サミット
漫才サミット（まんざいサミット）は、中川家、サンドウィッチマン、ナイツの3組によるお笑いライブおよびお笑いユニット。

## 概要
中川家の礼二を発起人として始動したユニットで、漫才好きの3組によるお笑いライブである。3組の内の1組（厳密には所属する芸能事務所）が主催し、前述の漫才師3組が漫才やコントを行うほか、3組が漫才について語り合うトークコーナーもある。2012年5月6日にルミネtheよしもとにて第1回が行われた。
2020年9月23日と2021年12月21日に、「漫才サミットのオールナイトニッポン」が放送された。

## メンバー
- 中川家 (剛・礼二)
- サンドウィッチマン (伊達みきお・富澤たけし)
- ナイツ (塙宣之・土屋伸之)

## 出演番組
- 漫才サミットのオールナイトニッポン (2020年9月23日、2021年12月21日)
- アメトーーク (2021年4月9日)